# 郭杜街道
郭杜街道，是中华人民共和国陕西省西安市长安区下辖的一个乡镇级行政单位。

## 行政区划
郭杜街道下辖以下地区：
东街社区、樱花路社区、学府街社区、紫薇田园都市社区、郭北村、郭南村、岔道口村、茅坡村、温国堡村、任家寨村、杜永村、香积寺村、周家庄村、大居安村、小居安村、张康村、杜回村、赤兰桥村、南小张村、北小张村、甫张村、大仁东村、大仁西村、小仁村、邓店南村、邓店北村、长里村、东第五桥村、西第五桥村、中祝村、高庙村、西祝村、五四村、东祝村、祝村乡羊村、羊原坊村、乳家庄村、恭张村、李宅村、周庄村、前锋村、东新村、西新村、南新村和河池寨村。